# Оксан
Оксан (фр. Auxant) насеље је и општина у источном делу централне Француске у региону Бургоња, у департману Златна обала која припада префектури Бон.
По подацима из 2011. године у општини је живело 74 становника, а густина насељености је износила 13,31 становника/km². Општина се простире на површини од 5,56 km². Налази се на средњој надморској висини од 395 метара (максималној 470 m, а минималној 365 m).

## Демографија
| 1962. | 1968. | 1975. | 1982. | 1990. | 1999. | 2011. |
| ----- | ----- | ----- | ----- | ----- | ----- | ----- |
| 52    | 68    | 57    | 54    | 44    | 39    | 74    |

График промене броја становника у току последњих година